# Ferrovia Avignone-Miramas
La ferrovia Avignone-Miramas (Ligne d'Avignon à Miramas in francese) è una linea ferroviaria francese a scartamento ordinario lunga 68 km che unisce la città di Avignone, nel dipartimento della Vaucluse, con la cittadina di Miramas, nel dipartimento delle Bocche del Rodano. 

## Storia
La ferrovia fu costruita in tre tappe: primo segmento (Avignone-Cavaillon) fu aperto al traffico il 28 dicembre 1868, il secondo (Cavaillon - Cheval-Blanc) fu aperto il 25 novembre 1872 e l'ultimo (Cheval-Blanc - Miramas) il 28 maggio 1873. 
La linea fu elettrificata nel 1977.